# 소록
소록(蕭祿, ? ~ 기원전 187년)은 전한 초기의 제후로, 개국공신 소하의 아들이다.

## 행적
혜제 2년(기원전 193), 소하의 뒤를 이어 차후(酇侯)에 봉해졌다.
고후 원년(기원전 187)에 죽으니, 시호를 애(哀)라 하였고 작위는 동이 이었다.

## 출전
- 사마천, 《사기》 권18 고조공신후자연표(高祖功臣侯者年表)

| 전임 아버지 차문종후 소하 | 전한의 차후 기원전 192년 ~ 기원전 187년 | 후임 (동생? 어머니?) 차의후 동 |